# Frans Wildenhain
Frans Wildenhain (geboren als Franz Rudolf Wildenhain 5. Juni 1905 in Leipzig; gestorben 25. Januar 1980 in Rochester (New York)) war ein deutschamerikanischer Keramiker und Töpfer.

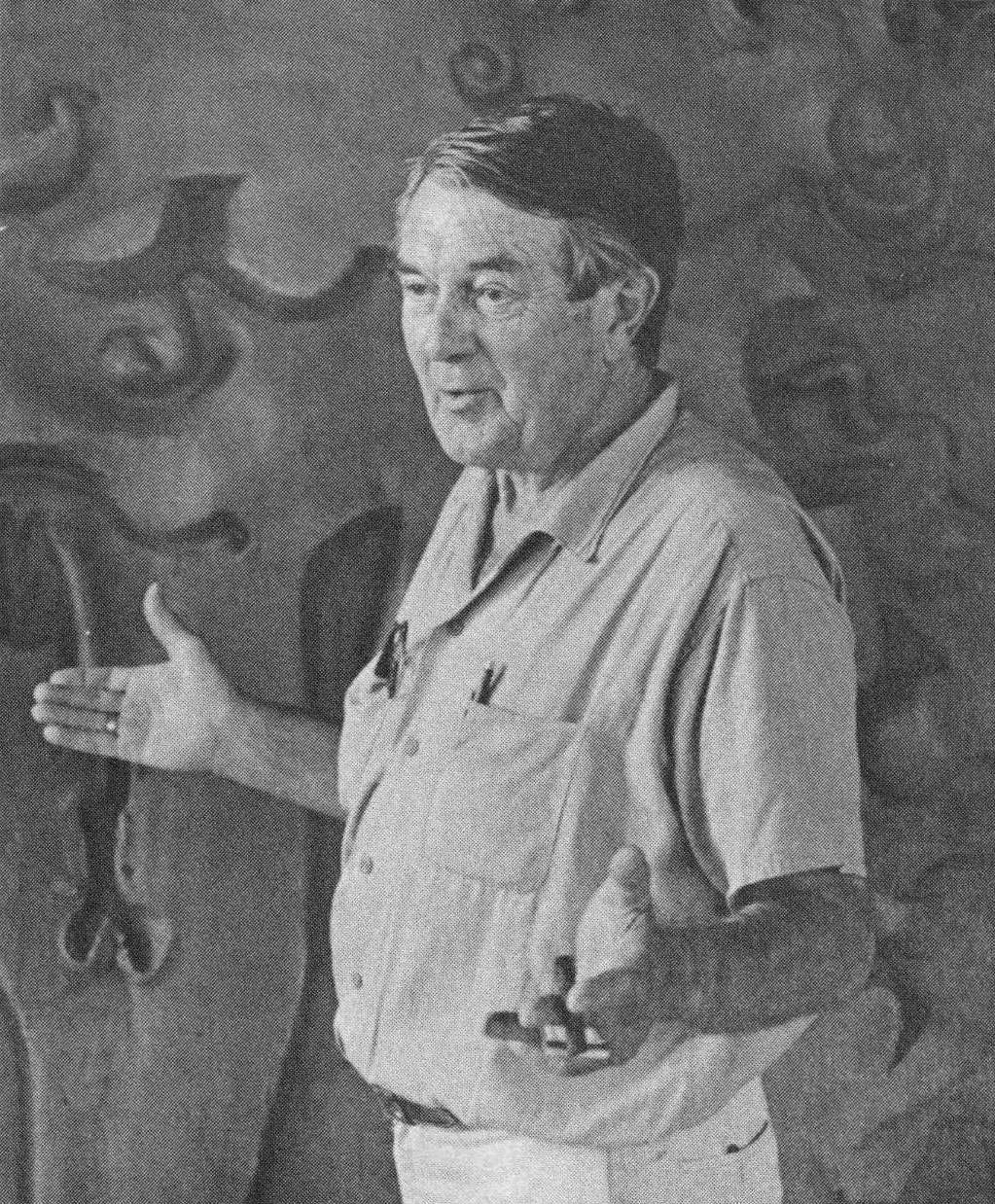
Frans Wildenhain (1972)

## Leben
Franz Wildenhain war ein Sohn des Schreiners Franz Emil Wildenhain und der Buchbinderin Frieda Starke; er hatte eine Schwester. Er machte zunächst eine Lithographenlehre bei Eckert & Pflug in Leipzig. Im Februar 1924 ging er ans Bauhaus nach Weimar und belegte den Vorkurs bei László Moholy-Nagy. Ab November 1924 lernte er in der Keramischen Werkstatt des Bauhauses in Dornburg bei Gerhard Marcks und Max Krehan. Unter den Studierenden war auch Marguerite Friedlaender. 
Als das Bauhaus 1925 nach Dessau zog, wurde die Keramikabteilung aufgelöst, und Marcks ging mit einigen Studentinnen und Studenten an die Kunsthochschule auf Giebichenstein in Halle/Saale. 1926 wurde Marguerite Friedlaender Leiterin der Töpferwerkstatt in Giebichenstein. Wildenhain schloss 1926 seine Lehre ab und machte 1930 die Meisterprüfung. Er lehrte von 1928 bis 1933 in Giebichenstein und war Gastdozent in der Folkwangschule in Essen. Friedlaender und Wildenhain heirateten 1930. 
Nach der Machtübergabe an die Nationalsozialisten 1933 wurde Friedlaender als Jüdin entlassen. Die beiden zogen nach Putten in den Niederlanden. Sie eröffneten dort eine Werkstatt unter dem Namen Het Kruikje. Sie erhielten Aufträge von der Keramikfabrik Koninklijke Sphinx in Maastricht. Friedlaender bekam im März 1940 als rassisch Verfolgte ein Einreisevisum für die USA, was Wildenhain als Deutschem versagt blieb. Er zog nach der deutschen Besetzung der Niederlande 1941 nach Amsterdam, wo er beim Bildhauer Jan Bronner an der Rijksakademie van beeldende kunsten arbeitete. 1943 wurde Wildenhain zur Wehrmacht eingezogen und 1944 in der Schlacht um Arnheim eingesetzt. Bei Kriegsende desertierte er im April 1945 nach Amsterdam. 
1947 gelang ihm die Ausreise in die USA. Dort traf er seine Frau wieder und konnte in ihrem Atelier in Pond Farm in Guerneville, Kalifornien arbeiten. Die Ehe hielt nicht mehr lange und wurde 1952 offiziell geschieden. Wildenhain war später mit der Textilkünstlerin Lili Brockhardt (1919–2004) verheiratet. Von 1950 bis 1956 war er Lehrer für Töpferei an der School for American Craftsmen des Rochester Institute of Technology in Rochester (New York), 1956 erhielt er ein Guggenheim-Stipendium und arbeitete danach als freischaffender Künstler in Rochester. Er führte eine Reihe von plastischen Murals aus. Er wurde Mitglied des American Craftsmen’s Council (ACC).